# Thrippunithura
Thrippunithura (o Tripunittura, Tripunnittara) è una suddivisione dell'India, classificata come municipality, di 59.881 abitanti, situata nel distretto di Ernakulam, nello stato federato del Kerala. In base al numero di abitanti la città rientra nella classe II (da 50.000 a 99.999 persone).

## Geografia fisica
La città è situata a 9° 56' 60 N e 76° 20' 60 E e ha un'altitudine di 2 m s.l.m..

## Società

### Evoluzione demografica
Al censimento del 2001 la popolazione di Thrippunithura assommava a 59.881 persone, delle quali 29.508 maschi e 30.373 femmine. I bambini di età inferiore o uguale ai sei anni assommavano a 5.790, dei quali 2.978 maschi e 2.812 femmine. Infine, coloro che erano in grado di saper almeno leggere e scrivere erano 52.162, dei quali 26.083 maschi e 26.079 femmine.